# Adonisea sordida
Adonisea sordida là một loài bướm đêm trong họ Noctuidae.